# Scott Evans (Badminton)
Scott Evans (* 26. September 1987 in Dublin) ist ein irischer Badmintonspieler. 

## Karriere
Scott Evans nahm 2008 im Herreneinzel an Olympia teil. Er unterlag dabei gleich in der ersten Runde und wurde somit 33. in der Endabrechnung. In seiner Heimat Irland gewann er bis 2009 acht Irische Meisterschaften. 2010 stand er im Finale der Dutch International.

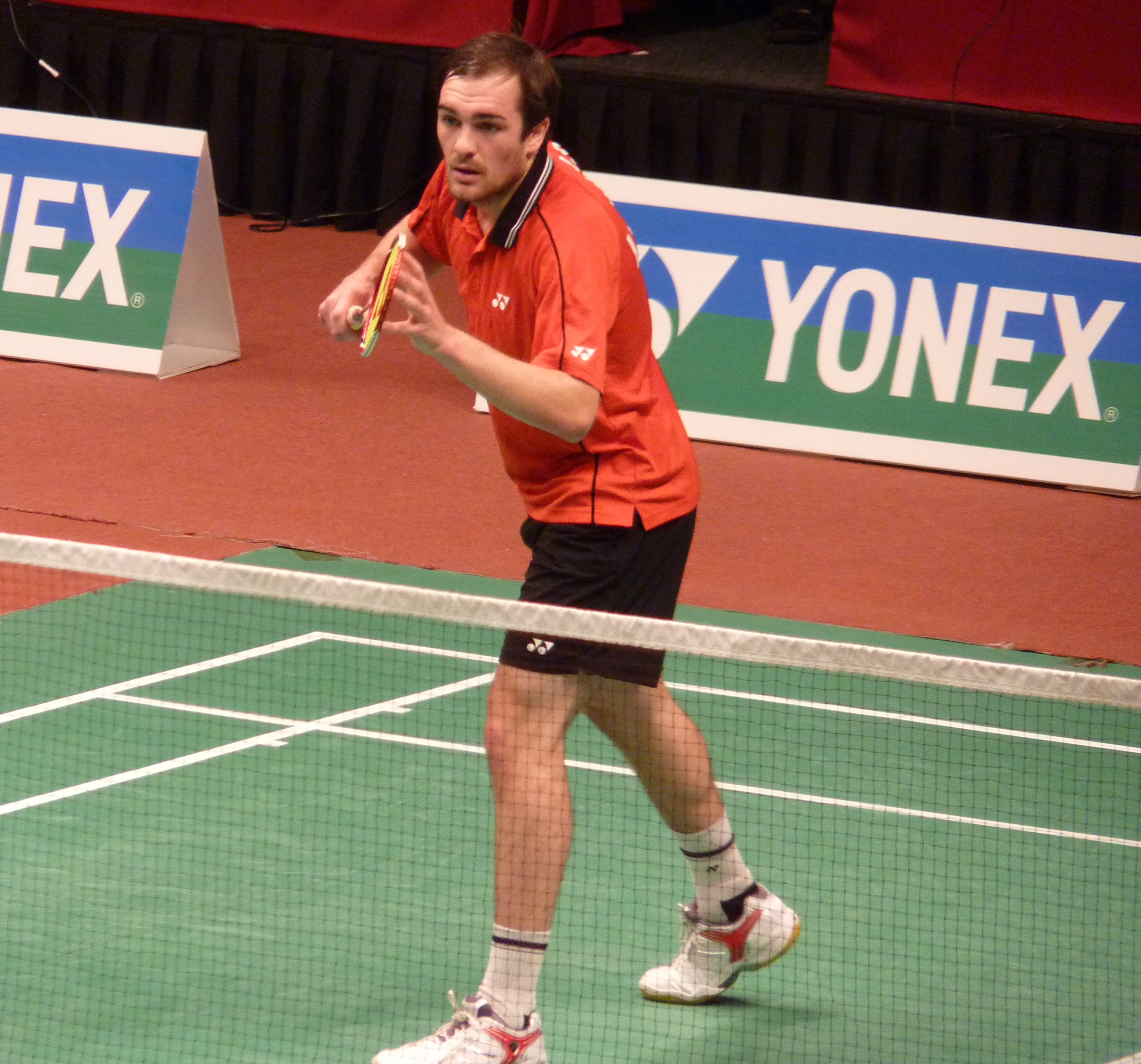
Scott Evans

## Sportliche Erfolge
| Saison | Veranstaltung          | Disziplin    | Platz | Name                         |
| ------ | ---------------------- | ------------ | ----- | ---------------------------- |
| 2005   | Irische Meisterschaft  | Herreneinzel | 1     | Scott Evans                  |
| 2005   | Irische Meisterschaft  | Herrendoppel | 1     | Scott Evans / Brian Smyth    |
| 2006   | Irische Meisterschaft  | Herrendoppel | 1     | Scott Evans / Brian Smyth    |
| 2006   | Irische Meisterschaft  | Herreneinzel | 1     | Scott Evans                  |
| 2007   | Irische Meisterschaft  | Herreneinzel | 1     | Scott Evans                  |
| 2008   | Irische Meisterschaft  | Herreneinzel | 1     | Scott Evans                  |
| 2008   | Irische Meisterschaft  | Herrendoppel | 1     | Scott Evans / Matthew Gleave |
| 2008   | Olympia                | Herreneinzel | 33    | Scott Evans                  |
| 2009   | Irische Meisterschaft  | Herreneinzel | 1     | Scott Evans                  |
| 2010   | Dutch International    | Herreneinzel | 2     | Scott Evans                  |
| 2011   | Irische Meisterschaft  | Herreneinzel | 1     | Scott Evans                  |
| 2012   | Portugal International | Herreneinzel | 3     | Scott Evans                  |
| 2014   | Brazil Grand Prix      | Herreneinzel | 1     | Scott Evans                  |